# ودنو اولونا
ودنو اولونا (به ایتالیایی: Vedano Olona) یک کومونه در ایتالیا است که در استان وارزه واقع شده‌است.

## خصوصیات
ودنو اولونا ۷٫۱ کیلومترمربع مساحت و ۷٬۲۲۱ نفر جمعیت دارد و ۳۶۰ متر بالاتر از سطح دریا واقع شده‌است.